# Pere de Montcada (mestre del Temple)
Pere de Montcada (?-1282), de la família dels senescals de Catalunya, va esdevenir mariscal del Temple i cap de la guarnició de Trípoli. Va morir en la presa de la ciutat pel soldà Qalàwun el 1289.